# Шлихтинг, Сигизмунд фон
Сигизмунд Вильгельм Лоренц фон Шлихтинг (нем. Sigismund Wilhelm Lorenz von Schlichting; 3 октября 1829, Берлин — 22 октября 1909, Херишдорф) — прусский и германский военачальник, военный историк и теоретик, один из разработчиков оперативного искусства.

## Биография
Родился в семье прусского военного Эдуарда фон Шлихтинга [1794-1874], будущего генерала пехоты и директора Военной академии в Берлине, и его супруги Эмилии Фредерики Софии Елизаветы, урождённой фон Варбург [1803-1887]. Обучался в кадетских корпусах в Вальштатте и в Берлине.
22 апреля 1847 года поступил на прусскую военную службу портупей-фенриком в 7-й пехотный полк (с 1860 года 7-й (2-й Западно-Прусский) гренадерский). Участвовал в подавлении Познанского восстания 1848 года: бой под Милославом. 30 мая 1848 года был произведён в секунд-лейтенанты. 1 октября 1856 года был откомандирован из полка на 3 года для воспитания принца Георга фон Шварцбурга, в это время посещал занятия в университетах Бонна и Гёттингена. 10 июля 1858 года произведён в премьер-лейтенанты. 23 февраля 1861 года был назначен командиром роты с производством в чин капитана. В 1866 году был переведён в 1-й императора Александра полк гвардейских гренадеров, в рядах которого участвовал в Австро-прусской войне 1866: сражения при Траутенау и Садовой (Кёниггреце), осада Йозефштадта.
30 октября 1866 года переведён в Генеральный штаб и прикомандирован к 18-й дивизии с производством в чин майора. 15 апреля 1869 года назначен начальником военно-исторического отделения Генерального штаба. 23 июня 1870 года назначен командиром батальона в 63-й (4-й Верхнесилезский) пехотный полк, в составе которого участвовал во Франко-прусской войне 1870—1871: бои при Шевилли и Виллежуйфе, осада Парижа. За боевые заслуги был награждён Железным крестом 2-го класса. 18 августа 1871 года произведён в подполковники. 18 июля 1872 года назначен начальником штаба VII армейского корпуса, 2 сентября 1873 года произведён в полковники. 27 октября 1874 года назначен командиром 3-го королевы Елизаветы полка гвардейских гренадеров. Будучи командиром полка разрабатывал новые формы боя в связи с возросшей огневой мощью пехоты, вызванной принятием на вооружение магазинной винтовки. С 27 июня по 9 августа 1875 года присутствовал в качестве наблюдателя на маневрах русских войск под Варшавой.
12 марта 1878 года снова вернулся в Генеральный штаб, получив назначение на должность начальника штаба Гвардейского корпуса с правами командира бригады. 3 февраля 1880 года произведён в генерал-майоры. С 22 августа по 16 сентября 1881 года присутствовал на манёврах итальянской армии под Падуей. В 1883—1884 годах был членом учебной комиссии Военной академии. 22 марта 1884 года покинул Генеральный штаб в связи с назначением на должность исполняющего обязанности командира 15-й дивизии в Кёльне. 23 сентября 1884 года утверждён в должности командира 15-й дивизии с производством в чин генерал-лейтенанта. 1 июня 1885 года назначен командиром 1-й гвардейской дивизии. Будучи командиром дивизии проводил опытные дивизионные учения, анализ которых публиковал. Внёс значительный вклад в пересмотр регламента полевой службы и обучения, отстаивал принцип «огня и движения» в противовес распространённому тогда принципу «массированного удара». 10 августа 1888 года назначен командиром XIV армейского корпуса (баденского), 13 августа 1889 года произведён в генералы пехоты. По итогам маневров 1893 года кайзер Вильгельм II назвал XIV корпус образцовым. 2 января 1896 года был уволен в отставку с награждением орденом Чёрного Орла, пенсией и мундиром 109-го (1-го Баденского) лейб-гренадерского полка.
Умер 22 октября 1909 года; 25 октября был похоронен в склепе графов Цитенов в Бад-Вармбрунне.

## Награды
- Железный крест 2-го класса [1871]
- Орден Короны I класса [01.09.1877]
- Орден Красного Орла I класса с дубовыми листьями [1889]
- Большой крест ордена Церингенского льва [21.08.1889] (баденский)
- Большой крест ордена Красного Орла [18.01.1891]
- Большой крест ордена Бертольда Первого [02.05.1892] (баденский)
- Большой крест ордена Вюртембергской Короны [18.06.1892] (вюртембергский)
- Большой крест ордена За заслуги Великого Герцогства Гессенского [02.04.1893] (гессенский)
- Орден Чёрного Орла [02.01.1896] (при выходе в отставку)
- Большой крест домового ордена Верности [03.02.1896] (баденский)

## Сочинения
- Studien zur Kompagnie-Kolonnengefecht, 1884 (Исследования боя в ротных колоннах)
- Ein Operationstag in fünf Übungsritten, 1885 (Оперативное искусство за пять шагов)
- Über den Dienstjähre 1885/86 — Solche Angriffe sind verboten, 1886 (О годах службы 1885/86 — Такие атаки запрещены)
- Der Kampf um ein vorbereitete Stellung, 1886 (Борьба за подготовленную позицию)
- Über Truppenführung aus der Jahr 1887, 1888 (О руководстве войсками с 1887 года)
- Das Manöver der XIV. Armee-Korps 1889, 1889 (Манёвры XIV армейского корпуса в 1889 году)
- Taktische und strategische Grundsätze der Gegenwart, 1887—1899, 3 Bände. (Тактические и стратегические принципы современности (в 3 томах))
- Moltke und Benedek, 1900 (Мольтке и Бенедек)
- Moltkes Vermächtnis, 1901 (Наследие Мольтке)